# Aveize
Aveize este o comună în departamentul Rhône din sud-estul Franței. În 2009 avea o populație de 1.099 de locuitori.

## Evoluția populației
| An        | 1975 | 1982 | 1990 | 1999 | 2006  | 2009  |
| --------- | ---- | ---- | ---- | ---- | ----- | ----- |
| Populație | 803  | 810  | 904  | 940  | 1.063 | 1.099 |